# Dimitri Cavaré
Dimitri Kevin Cavare (Pointe-à-Pitre, 5 de fevereiro de 1995) é um futebolista profissional francês que atua como zagueiro. Atualmente joga pelo Ümraniyespor e pela Seleção Guadalupense de Futebol.

## Carreira

### Lens
Cavaré é uma promessa da academia do Lens. Ele fez sua estreia na Ligue 2 em 17 de agosto de 2013, em uma vitória em casa por 4 a 1 contra o Auxerre. Ele entrou em campo aos 60 minutos para Jean-Philippe Gbamin. Ele fez 21 jogos no campeonato pelo Lens em um período de dois anos, mas não conseguiu marcar pelo clube.

### Stade Rennais
Em janeiro de 2015, Cavaré concordou em ingressar no Rennes no final da temporada. Um mês depois, ele sofreu uma grave lesão no ligamento e foi afastado dos gramados pelo resto da temporada. No verão de 2015, ele se juntou ao seu novo clube, mas continuou a sofrer com a lesão nos estágios iniciais da temporada 2015-16.
Em julho, ele foi a um teste pelo recém-promovido clube da Premier League, Huddersfield Town, mas não conseguiu fechar um contrato.

### Barnsley
Em 17 de agosto de 2017, Cavaré ingressou no Barnsley, clube do campeonato, por um contrato de dois anos. Ele fez sua estreia contra o Sunderland em 1 de janeiro de 2018. Ele marcou seu primeiro gol pelo clube na derrota de 3 a 1 contra o  Aston Villa em 20 de janeiro de 2018. Ele marcou seu segundo gol do Barnsley em um empate de 2 a 2 com o Scunthorpe United com um chute de pé direito no canto superior a 25 jardas, completando uma recuperação de 2 a 0 de Barnsley.
Seu contrato foi prorrogado por Barnsley no final da temporada 2018-19.

### FC Sion
Em 17 de fevereiro de 2020, faltando 4 meses para o fim do contrato, Cavaré assinou com o clube suíço do Sion por uma verba não revelada.

## Carreira internacional
Cavaré nasceu em Guadalupe, mas originalmente representou a França Sub-20. Ele estreou pela seleção guadalupense em uma derrota amistosa por 2 a 0 para a Guiana Francesa em 7 de junho de 2018.

## Estatísticas

### Clubes
| Equipe            | Temporada         | Campeonato nacional | Campeonato nacional | Campeonato nacional | Copas nacionais[a] | Copas nacionais[a] | Copas nacionais[a] | Competições continentais[b] | Competições continentais[b] | Competições continentais[b] | Outros torneios[c] | Outros torneios[c] | Outros torneios[c] |
| Equipe            | Temporada         | Divisão             | Assist.             | Gols                | Jogos              | Assist.            | Gols               | Jogos                       | Assist.                     | Gols                        | Jogos              | Gols               |                    |
| ----------------- | ----------------- | ------------------- | ------------------- | ------------------- | ------------------ | ------------------ | ------------------ | --------------------------- | --------------------------- | --------------------------- | ------------------ | ------------------ | ------------------ |
| Lens II           | 2012–13           | CFA                 | 6                   | 0                   | —                  | —                  | —                  | —                           | —                           | —                           | 6                  | 0                  |                    |
| Lens II           | 2013–14           | CFA                 | 17                  | 0                   | —                  | —                  | —                  | —                           | —                           | —                           | 17                 | 0                  |                    |
| Lens II           | Total             | Total               | 23                  | 0                   | —                  | —                  | —                  | —                           | —                           | —                           | 23                 | 0                  |                    |
| Lens              | 2013–14           | Ligue 2             | 1                   | 0                   | 0                  | 0                  | 0                  | 0                           | —                           | —                           | 1                  | 0                  |                    |
| Lens              | 2014–15           | Ligue 1             | 20                  | 0                   | 1                  | 0                  | 1                  | 0                           | —                           | —                           | 22                 | 0                  |                    |
| Lens              | Total             | Total               | 21                  | 0                   | 1                  | 0                  | 1                  | 0                           | —                           | —                           | 23                 | 0                  |                    |
| Rennes II         | 2015–16           | CFA 2               | 3                   | 0                   | —                  | —                  | —                  | —                           | —                           | —                           | 3                  | 0                  |                    |
| Rennes II         | 2016–17           | CFA                 | 9                   | 0                   | —                  | —                  | —                  | —                           | —                           | —                           | 9                  | 0                  |                    |
| Rennes II         | Total             | Total               | 12                  | 0                   | —                  | —                  | —                  | —                           | —                           | —                           | 12                 | 0                  |                    |
| Rennes            | 2016–17           | Ligue 1             | 2                   | 0                   | 1                  | 0                  | 2                  | 0                           | —                           | —                           | 5                  | 0                  |                    |
| Barnsley          | 2017-18           | Championship        | 9                   | 1                   | 1                  | 0                  | 0                  | 0                           | 0                           | 0                           | 10                 | 1                  |                    |
| Barnsley          | 2018–19           | League One          | 41                  | 2                   | 2                  | 0                  | 1                  | 0                           | 0                           | 0                           | 44                 | 2                  |                    |
| Barnsley          | 2019–20           | Championship        | 0                   | 0                   | 0                  | 0                  | 0                  | 0                           | 0                           | 0                           | 0                  | 0                  |                    |
| Barnsley          | Total             | Total               | 50                  | 3                   | 3                  | 0                  | 1                  | 0                           | 0                           | 0                           | 54                 | 3                  |                    |
| Total na Carreira | Total na Carreira | Total na Carreira   | 108                 | 3                   | 5                  | 0                  | 4                  | 0                           | 0                           | 0                           | 117                | 3                  |                    |